# Jamides lobelia
Jamides lobelia är en fjärilsart som beskrevs av Butler 1884. Jamides lobelia ingår i släktet Jamides och familjen juvelvingar. Inga underarter finns listade i Catalogue of Life.